# Christopher Strong
Christopher Strong is een Amerikaanse dramafilm uit 1933 onder regie van Dorothy Arzner. Het scenario is gebaseerd op de gelijknamige roman uit 1932 van de Britse auteur Gilbert Frankau.

## Verhaal
Lady Cynthia Darrington droomt van een carrière als piloot. Ze wordt verliefd op een rijke, oudere heer. Aan hun geheime afspraakjes komt een eind, wanneer hij haar te kennen geeft dat hij kiest voor zijn gezin.

## Rolverdeling
| Acteur            | Personage          |
| ----------------- | ------------------ |
| Katharine Hepburn | Cynthia Darrington |
| Colin Clive       | Christopher Strong |
| Billie Burke      | Lady Strong        |
| Helen Chandler    | Monica Strong      |
| Ralph Forbes      | Harry Rawlinson    |
| Irene Browne      | Carrie Valentine   |
| Jack La Rue       | Carlo              |
| Desmond Roberts   | Bryce Mercer       |